# Gerard Barkhorn

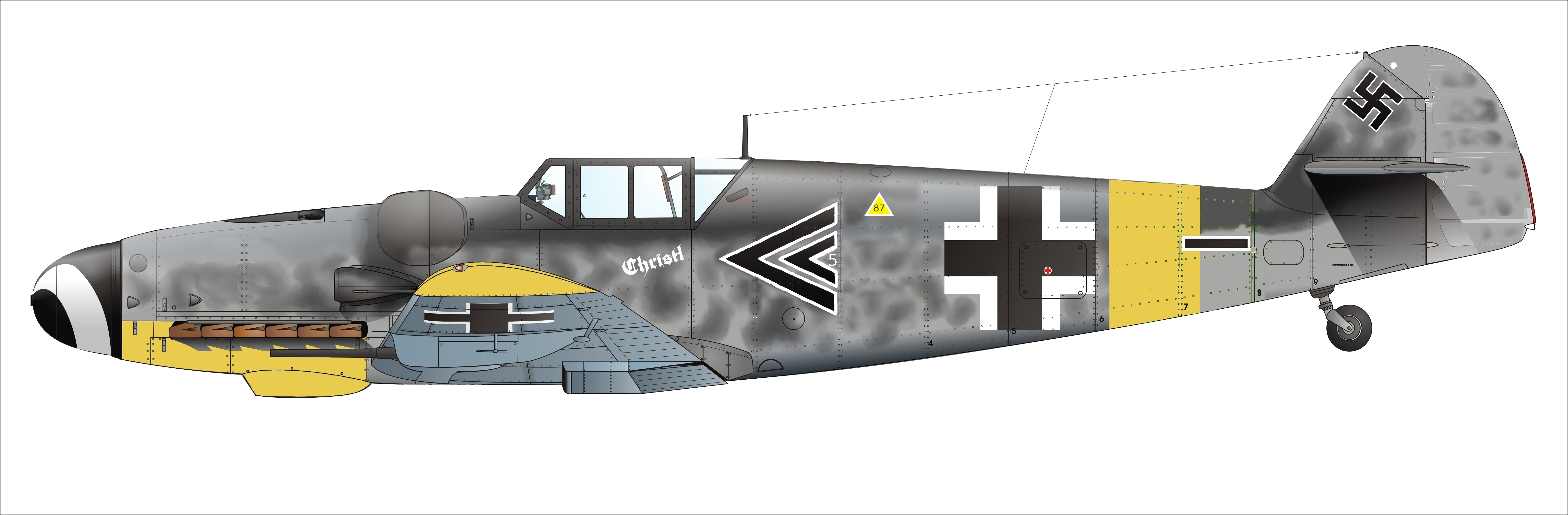
De Messerschmitt Bf 109 van Gerard Barkhorn

Gerard Barkhorn (Königsberg, 20 maart 1919 – Frechen, 8 januari 1983) was een Duitse gevechtspiloot uit de Tweede Wereldoorlog.
Barkhorn vernietigde 301 vliegtuigen, allemaal boven het Russische front. Hij vloog samen met onder anderen Erich Hartmann. Hij werd onder meer onderscheiden met het Ridderkruis met Eikenloof en Zwaarden. Na de oorlog trouwde hij en kreeg drie kinderen. Barkhorn en zijn vrouw kwamen in 1983 om het leven door een verkeersongeval in Frechen (bij Keulen).

## Militaire loopbaan
Luftwaffe
- Fahnenjunker: 1937[3][4]
- Leutnant: 1940[3]- 1938[4]
- Oberleutnant: 1942[3] - 1941[4]
- Hauptmann: 1943[3][4]
- Major: 1945[3]- 1944[4]

Bundeswehr
- Oberstleutnant: 1956
- Oberst: 1964
- Brigadegeneral: 1969
- Generalmajor: 1973
- Generalleutnant: 1976

## Decoraties
- Ridderkruis van het IJzeren Kruis op 23 augustus 1942 als Oberleutnant en Staffelkapitän van de 4./JG 52[5][6][7]
- Ridderkruis van het IJzeren Kruis met Eikenloof (nr.175) op 11 januari 1943 als Oberleutnant en Staffelkapitän van de 4./JG 52[5][8][7]
- Ridderkruis van het IJzeren Kruis met Eikenloof en Zwaarden (nr.52) op 2 maart 1944 als Hauptmann en Gruppenkommandeur van de II./JG 52[5][9][7]
- IJzeren Kruis 1939, 1e Klasse (3 december 1940) en 2e Klasse (23 oktober 1940)[10][7]
- Gewondeninsigne 1939 in zwart[11][7]
- Duits Kruis in goud op 21 augustus 1942 als Oberleutnant in de 4./JG 52[12][7]
- Gesp voor Gevechtsvluchten aan het Front voor jachtvliegers in goud met getal "1100"[11][7]
- Gezamenlijke Piloot-Observatiebadge[11][7]
- Ehrenpokal für besondere Leistung im Luftkrieg[13][7]
- Medaille Winterschlacht im Osten 1941/42[4]
- Krimschild[7][4]
- Hij werd tweemaal genoemd in het Wehrmachtsbericht:
- 2 december 1943
- 14 februari 1944[7]